# Cerkiew św. Jerzego w Moskwie (Priesnienskij)
Cerkiew św. Jerzego – prawosławna cerkiew w Moskwie, w strukturach dekanatu centralnego eparchii moskiewskiej miejskiej Rosyjskiego Kościoła Prawosławnego. Jedyna moskiewska świątynia prawosławna, w której część nabożeństw odprawiana jest w języku gruzińskim. Obiekt znajduje się w rejonie Priesnienskij, na ul. Bolszaja Gruzinskaja 13, przy placu Gruzińskim.

## Historia
Cerkiew położona jest na terenie dawnej gruzińskiej kolonii w Moskwie, w jej okolicy znajdował się pałac króla Kartlii Wachtanga VI. Na miejscu świątyni pierwotnie znajdowała się inna prawosławna budowla sakralna pod wezwaniem św. Jana Teologa, wzniesiona w XVII w. i zniszczona przez pożar w połowie kolejnego stulecia. Syn króla Wachtanga VI, Jerzy, zwrócił się do metropolity moskiewskiego Platona z prośbą o zgodę na budowę nowej cerkwi. Otrzymał ją w 1749. Najprawdopodobniej Jerzy sam ufundował drewnianą budowlę, zaś jej konsekracji dokonał gruziński arcybiskup Józef (Kobulaszwili). Od początku istnienia świątyni nabożeństwa w niej odprawiane były w języku gruzińskim. W świątyni przechowywano szereg cennych dla Gruzinów relikwii i przedmiotów, w tym krzyż świętej Nino Oświecicielki Gruzji. Przy obiekcie działała biblioteka, w której gromadzono zabytkowe rękopisy cerkiewnosłowiańskie oraz gruzińskie. Od 1864 przy cerkwi prowadzono dom opieki dla mniszek w podeszłym wieku.
W 1779 budynek został niemal całkowicie zniszczony przez pożar. Na jego miejscu wzniesiono cerkiew murowaną, oddaną do użytku i poświęconą w 1800. W XIX w. obiekt był kilkakrotnie poszerzany. W 1807 bracia Cycjanow (z pochodzenia Gruzini, z rodu Ciciszwili) ufundowali budowę bocznego ołtarza Świętych Piotra i Pawła, jak również przekazali świątyni krzyż ołtarzowy, Ewangeliarz i komplet ksiąg liturgicznych oraz naczynia liturgiczne. Michaił Cycjanow był ktitorem cerkwi św. Jerzego przez 25 lat. W 1841 w budynku pojawił się nowy ikonostas, zaś w 1870 podwyższono dzwonnicę. Najpoważniejszej przebudowy obiektu dokonano w 1897, gdy cerkiew została poszerzona o nową część wykonaną w stylu neobizantyjskim według projektu Wasilija Srietienskiego.
Budynek pozostawał w rękach prawosławnej parafii do 1930 (lub według innego źródła do 1929). Zaadaptowany na cele świeckie (wieczorowe technikum elektromechaniczne), został ponownie przebudowany: zniszczono część kopuły i dzwonnicę, we wnętrzu zbudowano ścianki działowe. W 1993 Rosyjski Kościół Prawosławny odzyskał starszą część budynku; w pomieszczeniach dobudowanych w 1897 nadal mieści się szkoła.